# Hallucinations sadiques
Pour les articles homonymes, voir Hallucination.
Pour plus de détails, voir Fiche technique et Distribution.
Hallucinations sadiques est un film français réalisé par Jean-Pierre Bastid sous le pseudonyme de Roy Kormon, sorti en 1969.

## Synopsis
Dans un mystérieux château français se passent des faits surnaturels, des apparitions  et des réunions secrètes qui mêlent projets diaboliques et ménages érotiques.

## Fiche technique
- Réalisation : Jean-Pierre Bastid (pseudonyme: Roy Kormon)
- Scénario : Michel Martens
- Production : Robert de Nesle, Henry Lange et Gilbert Wolmark
- Direction de la production : Jean-Marie Bertrand , Jean Maumy, Paul Santoni et Álmos Mező
- Images : Jean-Jacques Renon
- Montage : Geneviève Bastid
- Maquillage : Blanche Picot
- Assistance réalisation: Richard Guillon et Jean-Jacques Schakmundès
- Son : Gérard Dacquay, Bernard Ortion, Alex Pront et Jean-Louis Ughetto
- Caméra et département électrique : Maurice Defait, Jean-Noël Delamarre, Henri Hudrisier et Charlet Recors
- Costumes : Natalie Perrey
- Service de rédaction : Georges André[Lequel ?], Dominique Bloch, Jean-Pierre De Wulf et François Porcile
- Musique : Derry Hall
- Chant : Jacques Delabre ("Moi j'aime")
- Script : Danielle Baudrier et Dany Parbot

## Distribution
- Daniel Gélin : Charles
- Anouk Ferjac : Clara
- Michel Subor : L'inspecteur
- René-Jean Chauffard : L'homme barbu
- Georges Beller : Georges - le photographe
- Jean-Claude Bercq : Alfred
- Sabine Sun : Anne
- Aline Iken
- Catherine Degoul
- Barbro Hedström

## Commentaires
- En 2010, dans le cadre du thème Anarchie et Cinéma, Jean-Pierre Bastid présente lors de sa carte blanche à la Cinémathèque française divers films dont Hallucinations sadiques[1].